# Joaquim Pedro de Oliveira Martins
Joaquim Pedro de Oliveira Martins (født 30. april 1845 i Lissabon, død 24. august 1894 sammesteds) var en portugisisk statsmand og forfatter. 
Martins var i begyndelsen radikal, men sluttede sig senere til regeringspartiet og var finansminister 1891—92, hvorpå han trak sig tilbage til privatlivet. Martins debuterede i litteraturen med romanen Phebus Moniz (1870) og en dityrambe over Camões, Os Lusiadas (1872). Blandt hans mest yndede værker kan nævnes: Historia de Portugal (1879), O Brazil e as colonias portuguezas (1880), Portugal contemporaneo (1883), A vida de Nunalvares (1892) samt Portugal nos Mares (1892). Skrifter af mere almindeligt indhold er: O Hellenismo e a civilisação christãa, Historia da republica romana og Historia da civilisação iberica. Martins har desuden skrevet en række populærvidenskabelige værker, af hvilke de vigtigste er: Elementos de anthropologia, As raças humanas e a civilisação primitiva, Systema dos mythos religiosos samt Quadro das instituições primitivas.